# Sauber C18
El Sauber C18 fue el coche con el que la escudería Sauber compitió en la temporada 1999 de Fórmula 1. Lo conducían el francés Jean Alesi, en su segundo año con el equipo, y el brasileño Pedro Diniz, que llegó procedente del Arrows.

## Diseño y desarrollo
El C18 se presentó en el Museo Tinguely de Basilea, Suiza. El C18 fue una clara evolución del C17 de la temporada anterior. Sin embargo, el nuevo coche contaba con un motor Ferrari mejorado llamado SPE 03A, rebautizado como Petronas y una caja de cambios de siete velocidades por primera vez. El C18 usaría neumáticos Bridgestone, una novedad para Sauber, ya que Goodyear se retiró de la Fórmula 1 antes de 1999. Incorporar a Diniz a bordo valió alrededor de $7 millones para el equipo Sauber, y con el ahorro en el salario de Johnny Herbert, se estimó que Sauber tenía un adicional. 12 millones de dólares en presupuesto para el desarrollo del C18.
El C18 mantuvo una decoración similar a la de la temporada anterior, una decoración de dos tonos de azul con destellos de rojo y un amplio patrocinio del fabricante de bebidas energéticas Red Bull y la empresa malaya Petronas. El nuevo piloto Pedro Diniz también trajo consigo el patrocinio de Parmalat, una medida que provocaría un caso judicial que involucraba a su antiguo empleador Arrows y que no se resolvería hasta 2002.
En las primeras pruebas, el C18 sufrió algunos problemas mecánicos, pero ambos conductores estaban contentos con el desempeño. A mediados de febrero, Alesi se clasificó como el más rápido durante la prueba de Barcelona, por delante de McLaren y Jordan. Después del Gran Premio de apertura de la temporada, el director técnico Leo Ress confirmó que el C18 tenía un alerón trasero flexible, antes de que la FIA implementara una regulación de flexibilidad estándar en Brasil. Esto luego sería prohibido.
A mediados de 1999, Sauber confirmó que mantendrían su acuerdo para los motores de Ferrari. Se estimó que esto le costaba al equipo 15 millones de dólares al año.

## Rendimiento de carrera
El C18 tuvo problemas durante toda la temporada de 1999 con un gran número de retiradas. Sólo en 12 ocasiones un C18 cruzó la línea de meta de un Gran Premio, y Diniz anotó 12 abandonos en 16 carreras, y no pudo terminar un Gran Premio hasta Canadá en la ronda 6. Mientras tanto, a Alesi le fue ligeramente mejor con 8 abandonos. Alesi anotó los primeros puntos de la temporada en la tercera ronda en San Marino con un sexto puesto. Diniz anotaría los siguientes 3 puntos del equipo con el sexto lugar en los Grandes Premios de Canadá, Gran Bretaña y Austria. Alesi añadió el último punto del equipo en el último Gran Premio de la temporada en Japón.
Diniz tuvo la suerte de escapar de una lesión en el Gran Premio de Europa, después de que su coche se volcara al comienzo de la carrera, lo que provocó que fallara su barra antivuelco. Alesi fue hospitalizada después de un accidente a alta velocidad en Hungaroring.
Después del accidente de Michael Schumacher en Silverstone, Sauber casi pierde a Alesi ante Ferrari para cubrir al alemán lesionado, sin embargo, se negó a regresar al equipo italiano. Después del Gran Premio de Hungría, Alesi le dijo al periodista de ITV James Allen que dejaría Sauber, criticando el coche y el equipo. Más tarde firmaría por Prost. Mika Salo, que finalmente había sustituido a Schumacher en Ferrari en lugar de Alesi, ficharía por Sauber.
Al final de la temporada, Diniz y Alesi terminaron 14º y 15º en el Campeonato de Pilotos respectivamente, mientras que Sauber terminó octavo en el Campeonato de Constructores, siendo sus cinco puntos su puntuación más baja desde su entrada a la F1 en 1993.

## Resultados

### Fórmula 1
(Clave) (negrita indica pole position) (cursiva indica vuelta rápida)

| Año     | Motor        | Neu. | N.º | Pilotos     | 1   | 2   | 3   | 4   | 5   | 6   | 7   | 8   | 9   | 10  | 11  | 12  | 13  | 14  | 15  | 16  | Puntos | Pos. |
| ------- | ------------ | ---- | --- | ----------- | --- | --- | --- | --- | --- | --- | --- | --- | --- | --- | --- | --- | --- | --- | --- | --- | ------ | ---- |
| 1999    | Petronas V10 | B    |     |             | AUS | BRA | SMR | MON | ESP | CAN | FRA | GBR | AUT | GER | HUN | BEL | ITA | EUR | MYS | JPN | 5      | 8.º  |
| 1999    | Petronas V10 | B    | 11  | Jean Alesi  | Ret | Ret | 6   | Ret | Ret | Ret | Ret | 14  | Ret | 8   | 16  | 9   | 9   | Ret | 7   | 6   | 5      | 8.º  |
| 1999    | Petronas V10 | B    | 12  | Pedro Diniz | Ret | Ret | Ret | Ret | Ret | 6   | Ret | 6   | 6   | Ret | Ret | Ret | Ret | Ret | Ret | 11  | 5      | 8.º  |
| Fuente: |              |      |     |             |     |     |     |     |     |     |     |     |     |     |     |     |     |     |     |     |        |      |